# Hala umenia / Kunsthalle Košice
Die Hala umenia / Kunsthalle Košice ist ein Ausstellungshaus für moderne und zeitgenössische Kunst in der ostslowakischen Stadt Košice, im Stadtbezirk Staré Mesto (Altstadt). Ursprünglich diente das von Ladislav Greč entworfene Gebäude wie eine Schwimmhalle. Bauausführung hat in den Jahren 1957–1960 stattgefunden. Erst im Jahr 2013 bekam das Bauwerk eine völlig neue Funktion: als Ausstellungshaus. Hala umenia ist historisch die erste Kunsthalle in der Slowakei.

## Geschichte
Das am Rand der Altstadt gelegene Gebäude wurde in den Jahren 1957–1960 nach Plänen des slowakischen Architekten Ladislav Greč erbaut. Das Gebäude diente bis zu den 1970er-Jahren lang als Schwimmbad. Seitdem wurde das Bauwerk nicht verwendet. Im Jahr 2013 wurde der Stadt Košice der Titel Kulturhauptstadt Europas verliehen. Bei dieser Gelegenheit wurde die alte Schwimmhalle zu einem neuen Kulturzentrum umgebaut, welches soll nicht nur der bildenden Kunst, sondern auch als ein Konzertsaal dienen soll. Die Neugestaltung der Kunsthalle kommt aus dem Architektenatelier KOPA Design. Die feierliche Eröffnung der Kunsthalle fand am 3. Juli 2013 statt. Bei der ersten Ausstellung wurden drei Künstler präsentiert: Tony Cragg, Gyula Kosice und Constantin Brâncuși.

## Ausstellungen
2013
- Bruno Klomfar - Budova[ť] pre umenie
- Tony Cragg: Sochy / The Sculptures
- Gyula Kosice: Socha pre Košice / Sculptures for Košice
- Constantin Brâncuși: Fotograf / Photographer
- Stafan Georgescu-Gorjan:Nevidená strana Nekonečného stĺpu / The Unseen Side of the Endless Column

2014
- Viktor Pivovarov: De Profundis
- SNP - Nepovinná výstava / SNP (Slovak National Uprising) – optional exhibition
- Privátny nacionalizmus / Privat Nationalism

2015
- Podmanená existencia / Umelecká scéna srbského súčastného umenia
- Divoký západ – história vroclavskej avantgardy / The Wild West. A History of Wrocław's Avant-Garde
- Peter Rónai: Len pre plavcov / Only for swimmers
- Dokoupil, Frešo – výstava / exhibition
- Ján Vasilko – Hindustriálne posoľstvá a povesti

2024
- Julian-Jakob Kneer: PRODIGY